# Cachoeiro de Itapemirim
Pour les articles homonymes, voir Cachoeiro.
Cachoeiro de Itapemirim est une ville du Brésil, située dans l'État de l'Espirito Santo.

## Quelques renseignements
- Fondation : 1860
- Altitude : 36 m
- Population : 198 962 habitants
- Aire totale : 892,9 km2
- Densité : 226,9 hab/km2

La forêt nationale de Pacotuba s'étend sur le territoire de la municipalité.

## Personnalités liées à la commune
- Maxwell (1981-), footballeur professionnel
- Roberto Carlos (1941-), chanteur
- Raul Sampaio Cocco (1928-), auteurcompositeur interprète brésilien, y est né.